# Dekanat Mrągowo I
Dekanat Mrągowo I – jeden z 33 dekanatów w rzymskokatolickiej archidiecezji warmińskiej.

## Parafie
W skład dekanatu wchodzi 6 parafii:
- parafia św. Rafała Kalinowskiego – Mrągowo
- parafia św. Wojciecha – Mrągowo
- parafia św. Józefa Rzemieślnika – Nawiady
- parafia Matki Bożej Różańcowej – Piecki
- parafia Świętego Krzyża – Szestno
- parafia św. Antoniego Padewskiego – Warpuny

## Sąsiednie dekanaty
Biskupiec Reszelski, Mikołajki (diec. ełcka), Mrągowo II, Pasym, Reszel, Rozogi